# Pátkai-víztározó
A Pátkai-víztározó Magyarország egyik legnagyobb mesterséges tava. Területe vízállástól függően 130–328 hektár, vizét a Pátka község mellett folyó Császár-víz és a falun átfolyó Rovákja-patak táplálja. A víztározó 2024 tavaszán leeresztésre került.

## Történelem

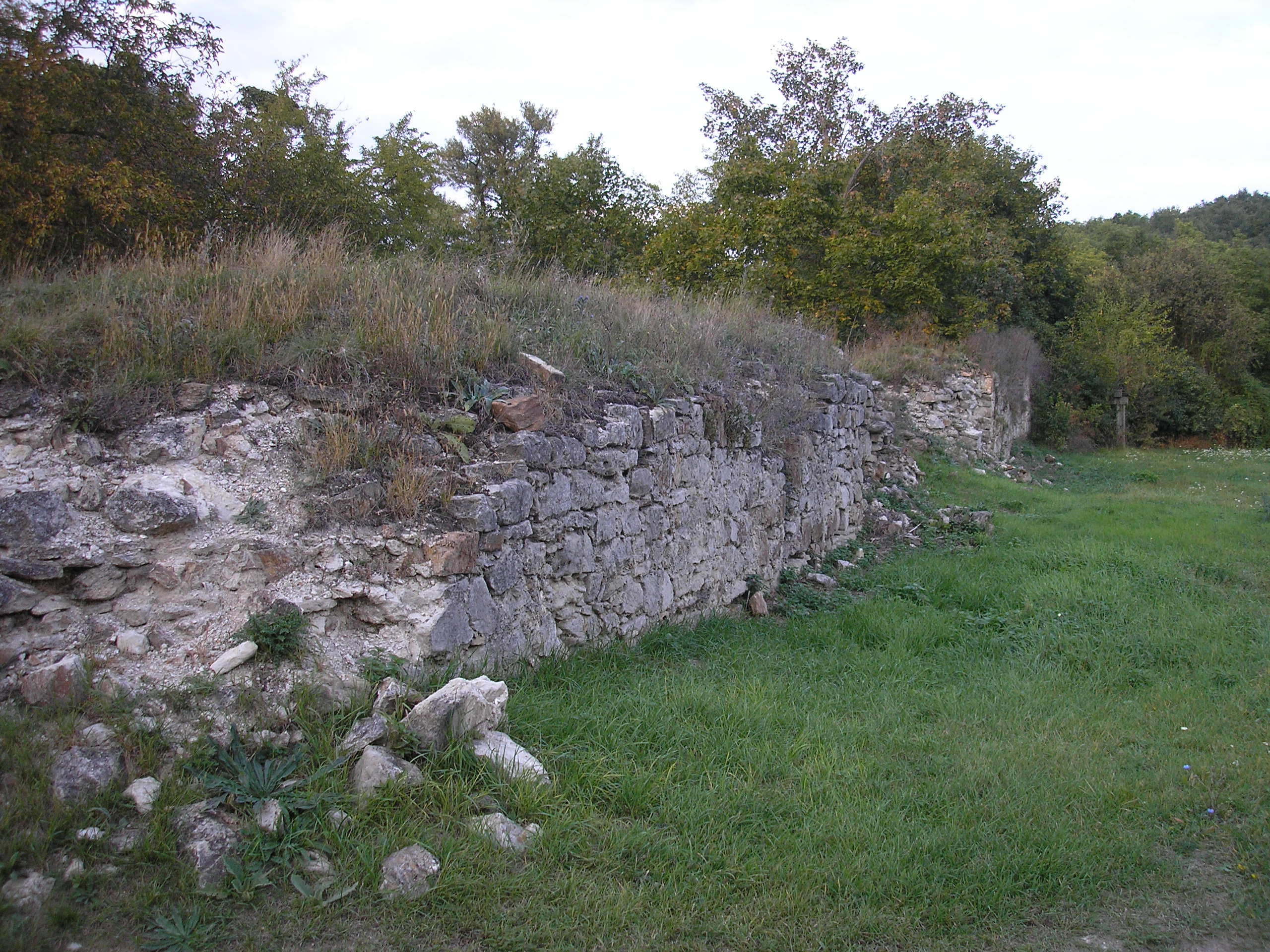
A Pátkai-víztározó római gátja

A Pátkai víztározó helyén mintegy 2000–4000 évvel ezelőtt természetes tó volt, melynek vizét a pátkai völgytágulatban már a római korban is a Császárvíz-patak duzzasztásával pótolták. Az első tározót a Galerius császár korában zajló vízrendezési munkálatok keretében, a 4. század elején alakították ki. A rómaiak által épített gát a mai napig látható, melyet a helyiek és a szakirodalom Kőrakásként említenek.
A tó duzzasztása a további évszázadokban is fennmaradt, folyt benne haltenyésztés, időszakonként vízimalom is működött.
Török idők alatt a tórendszernek hadászati jelentősége is volt, miután a környék vizeinek kiárasztásával Székesfehérvár körül jelentős mocsári védelmi vonalat hoztak létre.
A tó az évszázadok során többször is kiszáradt, majd a terület 1764-ben történt részleges lecsapolása után egyre zsugorodott, bár a haltenyésztés még tovább is működött, a 19. században a pátkai pontynak hírét még Budapesten is ismerték. A 19. század második felében a tó gyakorlatilag teljesen kiszáradt.
A jelenlegi tározót a Pátkai-tó helyén, az eredeti római gáttól 200 méterrel északra, 1974-ben építették újra. Ez a Velencei-tó vízutánpótlásának szabályozását hivatott biztosítani. Miután a Velencei-tó kritikus vízszintjének emelése révén a Zámolyi-víztározót teljesen leengedték és a Pátkai-víztározóból kezdték el a vizet átvezetni a Velencei-tóba. Már az 1990-es évek elején is jelentkezett olyan mértékű szárazság, amely veszélyeztette a Velencei-tavat, így szükség volt a Pátkai-tározó vizének leengedésére. A helyiek petíciót indítottak a tó megmentése érdekében.

## Élővilág
A tó partvonalán nád, zsióka, helyenként keskenylevelű gyékény nő. Az északnyugati partvonal egy kaszálóréttel határos, ahol jellegzetes nyári színfolt az őszi vérfű, de itt honos a védett kisfészkű aszat is. A gátoldalban egy helyen a védett mocsári kosbornak van több száz töves állománya, emellett pár tő agár-, poloskaszagú kosbor és hússzínű ujjaskosbor is színesíti a fajgazdag gyepet.
A tónak gazdag szitakötőfaunája van. A gátakon nagyon sok lepke figyelhető meg, ezek jellemzően a gyakori fajok. A tó két legértékesebb ízeltlábúja az északnyugati kaszálóréten élő sötét és vérfű hangyaboglárka, melyek kizárólagos tápnövénye az őszi vérfű.
Magas vízállás idején a vöröshasú unkának is erős állománya él, egyébként a zöld békák jellemzőek.
A mocsári teknős és a vízisikló a terület két jellegzetes védett hüllője
A nádasban gyakran hűsölnek gímszarvasok, de lakik a tó mentén vaddisznó és róka is. A legértékesebb emlős a fokozottan védett vidra.
Magas vízállás idején a tó északi részén gémtelepek alakulnak ki, vörös és szürke gém, illetve nagy kócsag részvételével, de költ itt törpegém is. Táplálkozni jár ide a kanalasgém, fekete és fehér gólya, kis kócsag, ritkán üstökös gém és bakcsó. Korábban fészkelt a nádasokban bölömbika és nyári lúd is. A nádfoltokban több énekes (nádirigó, cserregő-, énekes-, foltos nádiposzáta, nádi sármány) költ, a gyékényesekben a ritka barkóscinege és fülemülesitke is fészkel, de csak magas vízállás esetén. Ugyancsak magas szintnél költ a búbos vöcsök, a szárcsa és a vízityúk.
Alacsony víznél a tó partvonala és zátonyai a partimadaraké: bíbic, cankók, partfutók, lilék jelennek meg, szórványos vendég a vékonycsőrű víztaposó, kőforgató, igazi ritkaság a vándorpartfutó és a laposcsőrű víztaposó. 2022-ben észlelték először a szigetkéken a fokozottan védett gulipán és gólyatöcs, valamint a kis lile fészkelését.
A tó a sirályok kiemelkedő fontosságú pihenőhelye, a gyakori fajok mellett országos ritkaságok is előfordultak már: dolmányos-, sarki- és jeges sirály. A récefélék közül minden gyakori faj előfordul, a legjellemzőbb a tőkés és a csörgő réce, télen a fütyülő réce. Egyes teleken a víztározó több ezer vagy akár tízezer vadlúd (elsősorban nagy lilik) alvóhelye lehet, köztük olyan fokozottan védett ritkaság is megkerül, mint a vörösnyakú lúd vagy a kis lilik.
A ragadozók közül fészkel itt a barna rétihéja, a ludak nyomában rétisas jár, a sirályok, récék körében télen a vándorsólyom okoz riadalmat. Tavasszal és ősszel előfordul a halászsas.    

## Vízhiány
A globális felmelegedésnek köszönhetően az utóbbi években egyre kevesebb a csapadék, valamint nyaranta egyre nagyobb a párolgás okozta vízveszteség. Ez a két tényező jelentősen hozzájárul a víztározó vízkészletének csökkenéséhez és vízminőségének romlásához. Mindezeket tovább súlyosbítják a rossz állapotú csatornák, azt okozva, hogy egyre kevesebb víz jut a Pátkai-víztározóba és ezáltal a Velencei-tóba is. A kevés és rossz minőségű víz miatt a tározó egyre kevésbé alkalmas a Velencei-tó vízutánpótlásának a biztosítására.

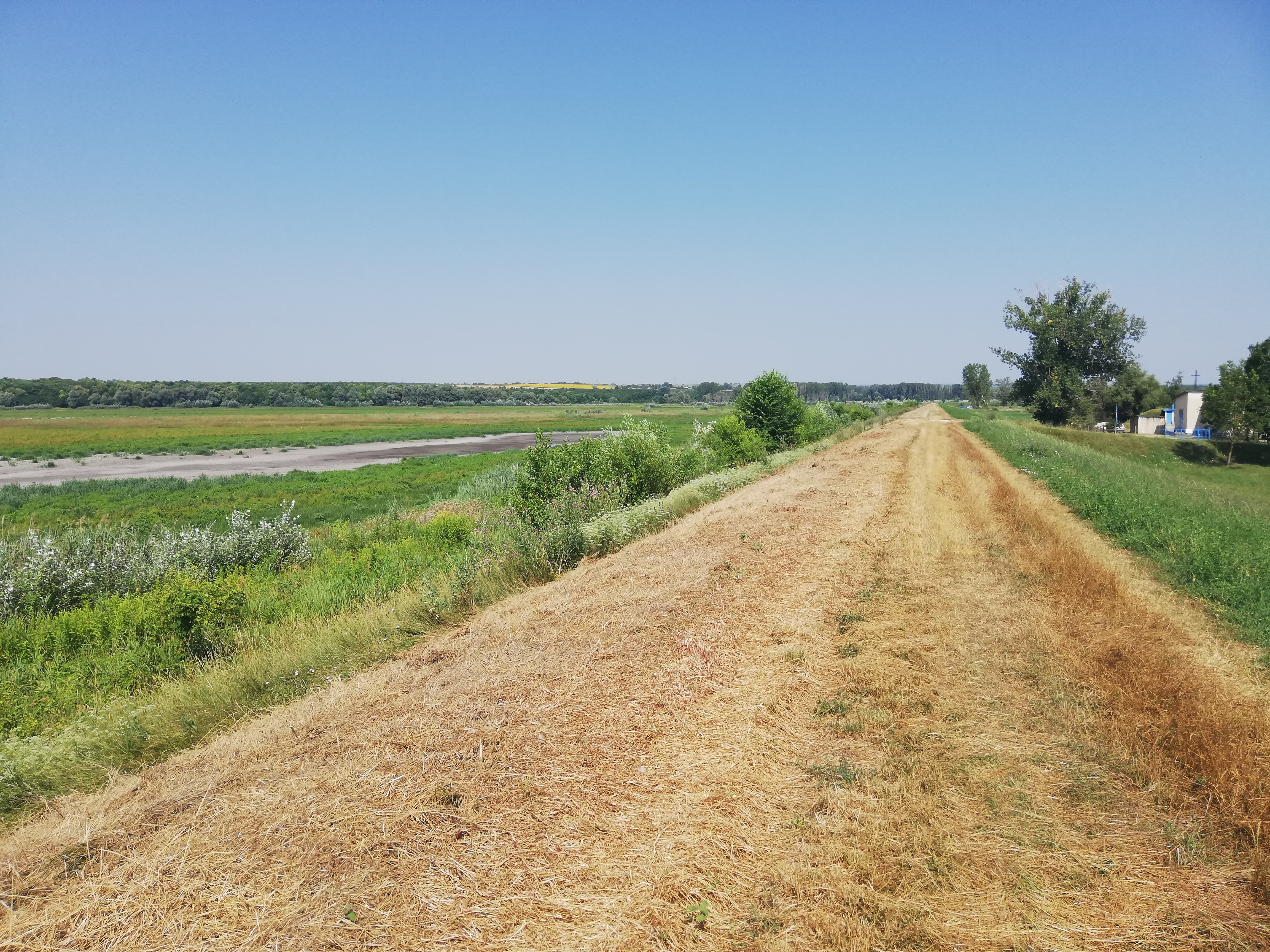
A tározó gátja (a Gál köz közelében) 2024 forró nyarán
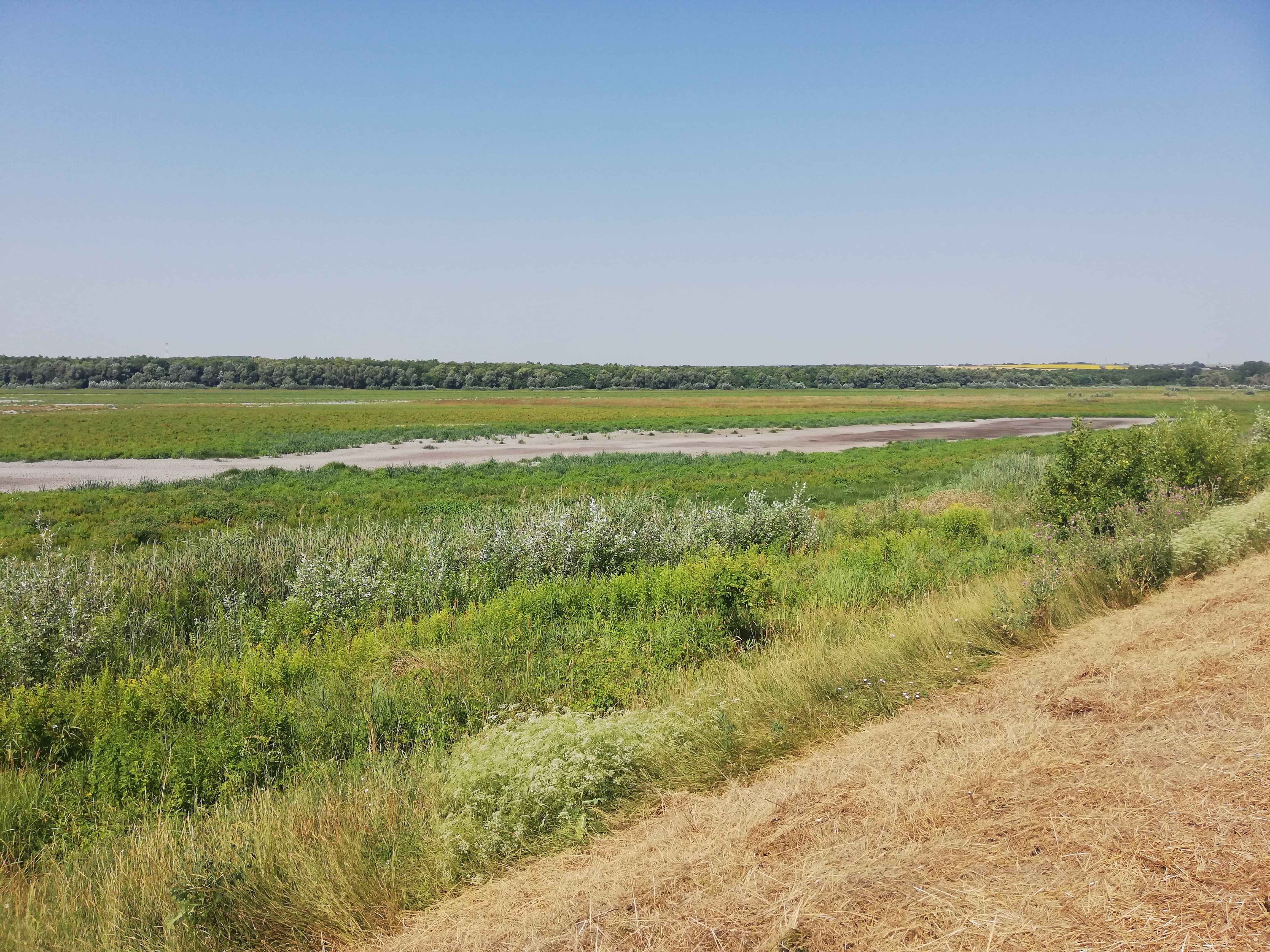
A tározónak a faluközponthoz közel eső része, aszályos időszakban
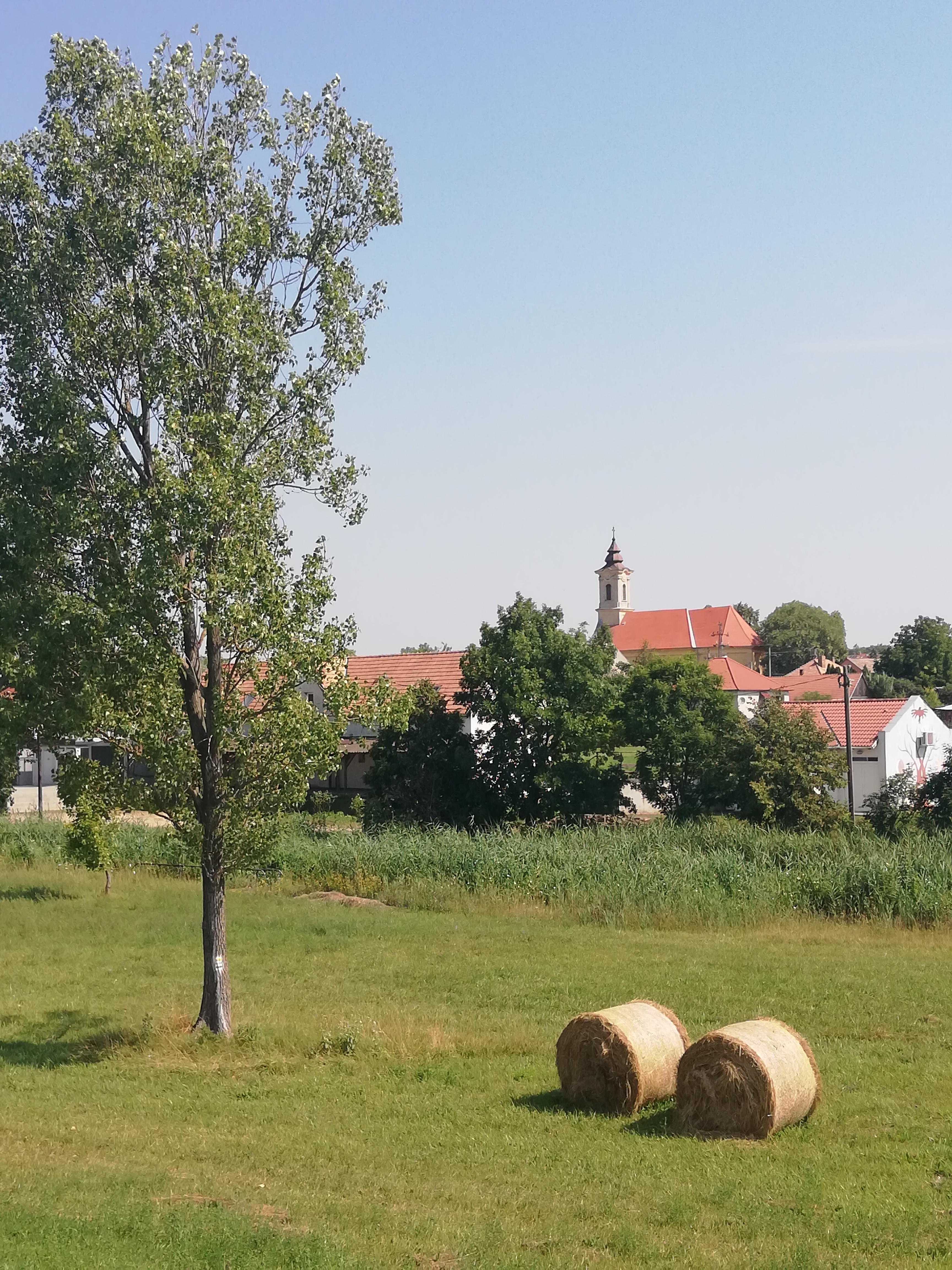
Pátkai látkép a víztározó gátjáról

A vízügyi hatóságok elképzelése szerint a probléma megoldása a Pátkai-víztározó elsődleges vízforrásául szolgáló Császár-víz oldalcsatornában történő elvezetése, mely ugyan közvetlen vízutánpótlást jelentene a Velencei-tónak, de a Pátkai-víztározó és az itt lévő gazdag élővilág pusztulását jelentené.
Alternatív megoldás lenne a jelenlegi víztározó állandó méretének csökkentése, annak érdekében, hogy a vízzel fedett terület nagyobb vízmélységet érjen el. A megoldásnak számos előnye lenne. A nagyobb vízmélység hatására javulna a vízminőség, többek között azért, mert nyáron a víz kevésbé melegedne fel, ezen felül kisebb vízfelület esetén nyáron a párolgási felület is kisebb lenne, így mérséklődne a vízveszteség. Az így kialakított terület megfelelő minőségű vizet kínálna a Velencei-tó számára is. A víztározó víz nélkül maradó területén az élővilág átalakulna, de továbbra is képes lenne a villámárvizek felfogására.

## Bypass csatorna és a tározó leeresztése
A Pátkai-víztározó töltése 2024 márciusában (a település feletti részen) átvágásra került, ezáltal a  víztározó elsődleges vízforrásául szolgáló Császár-víz átirányításra került a (víztározóval párhuzamos) szivárgó árokba. Ez azt eredményezi, hogy a beérkező víz a tározót kikerülve folyik tovább a Velencei-tó irányába. Egy hónappal később a víztározó teljesen leeresztésre került a víztározó zsilipjének megnyitásával.

## Tározó jövője
A tározó leeresztését háttérből irányító politikai szereplők felvázoltak egy megoldást egy kis horgásztóról a Rovákja-patak torkolata alatt. Ezzel a megoldási javaslattal a település számára több szempontból is előnytelen.
Alternatív megoldás a "középső tó" koncepciója lenne, mely a Boros gát és a Kábel gát közötti részen kialakított kis méretű tó lenne. Ez a vízfelület egyrészt közvetlenül megközelíthető lenne a településről (ahol a parkoló, vízparti rendezvényterület, színpad, vizesblokkok is találhatóak), másrészt itt az önkormányzat csónakháza is (mely a víztározó leeresztéséig ingyenes vízisport lehetőséget biztosított a lakók számára).

## Galéria

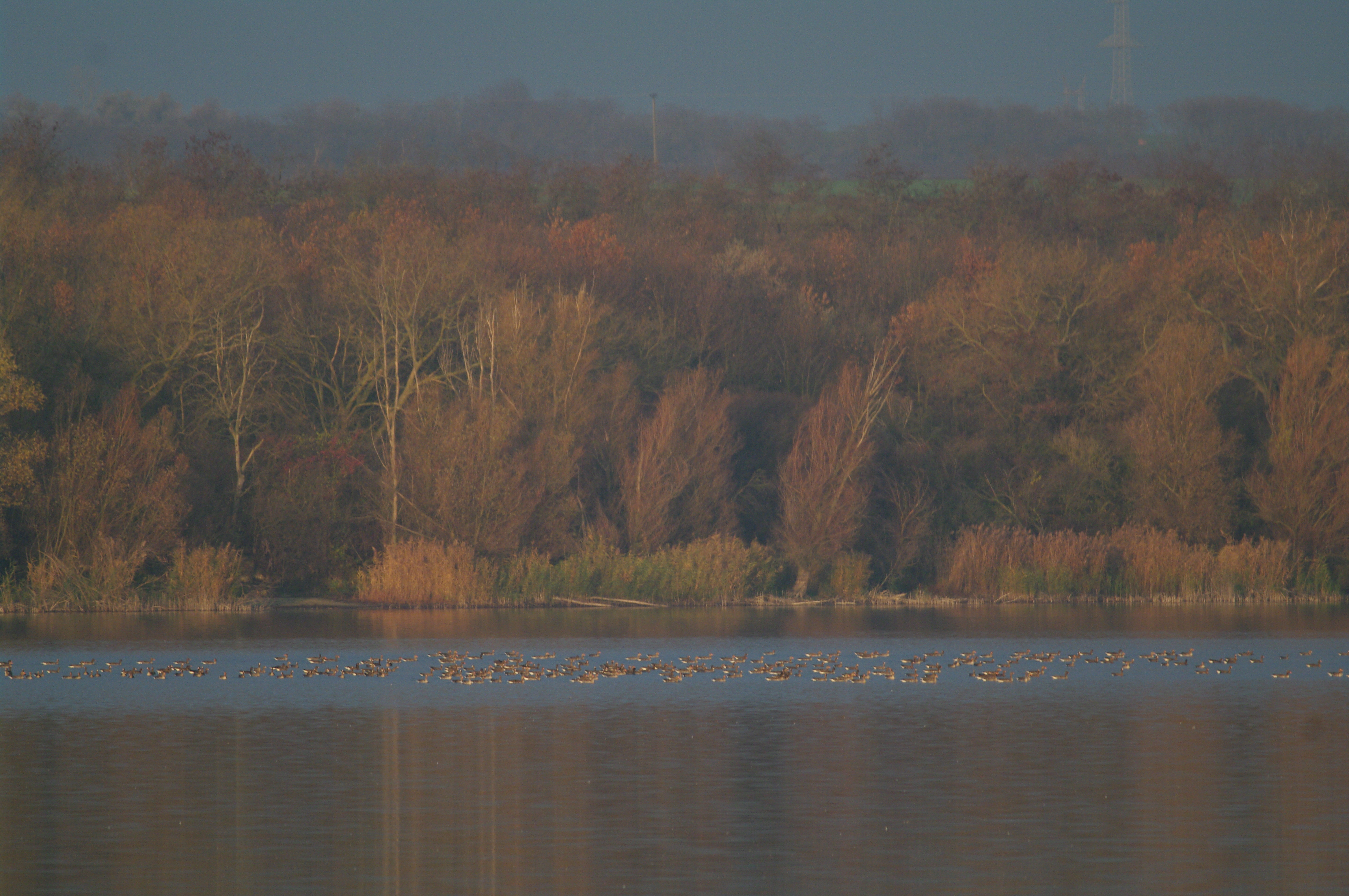
Nagy lilikek és nyári ludak csapata
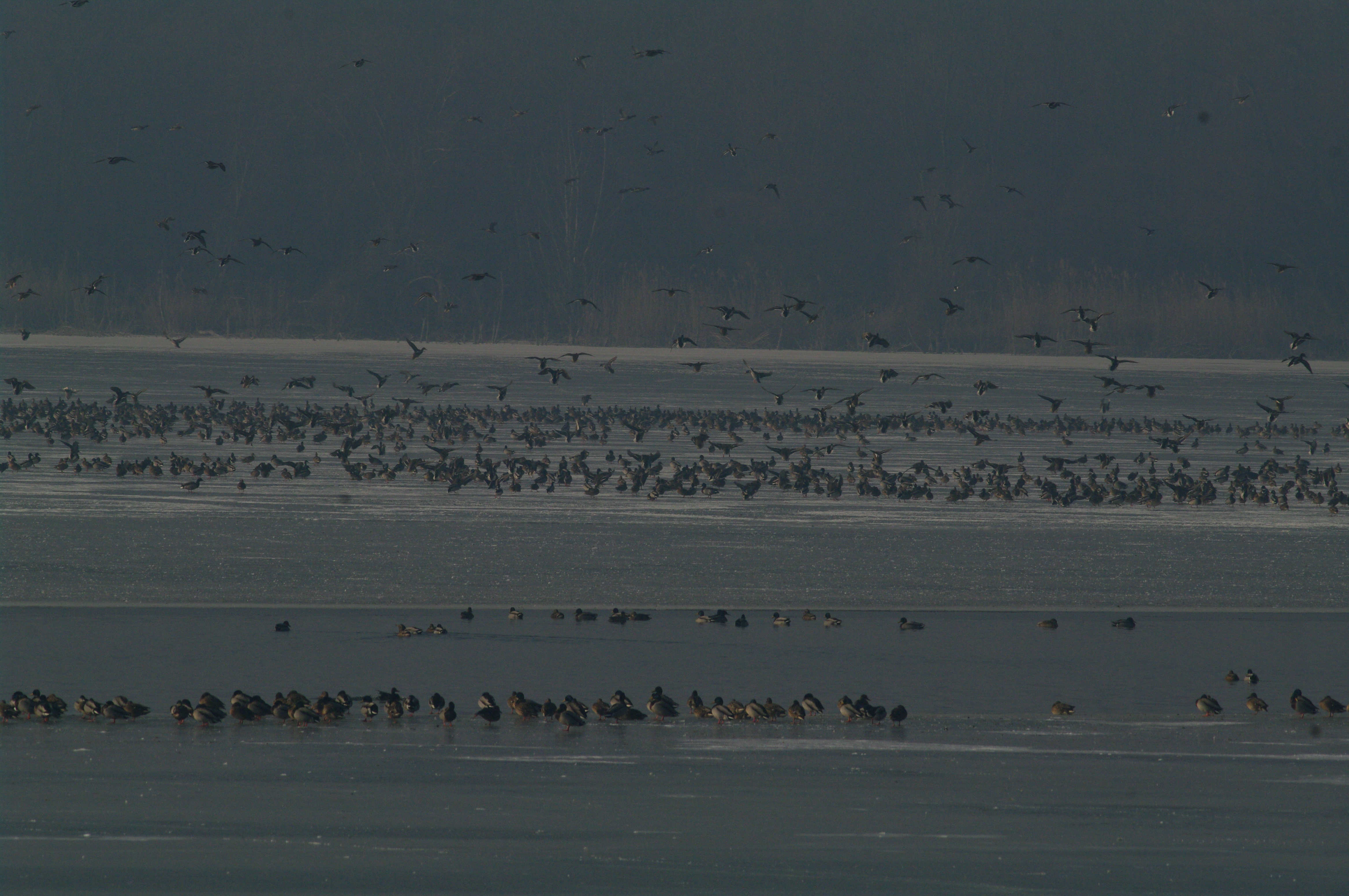
A kemény teleken sem néptelen a tó
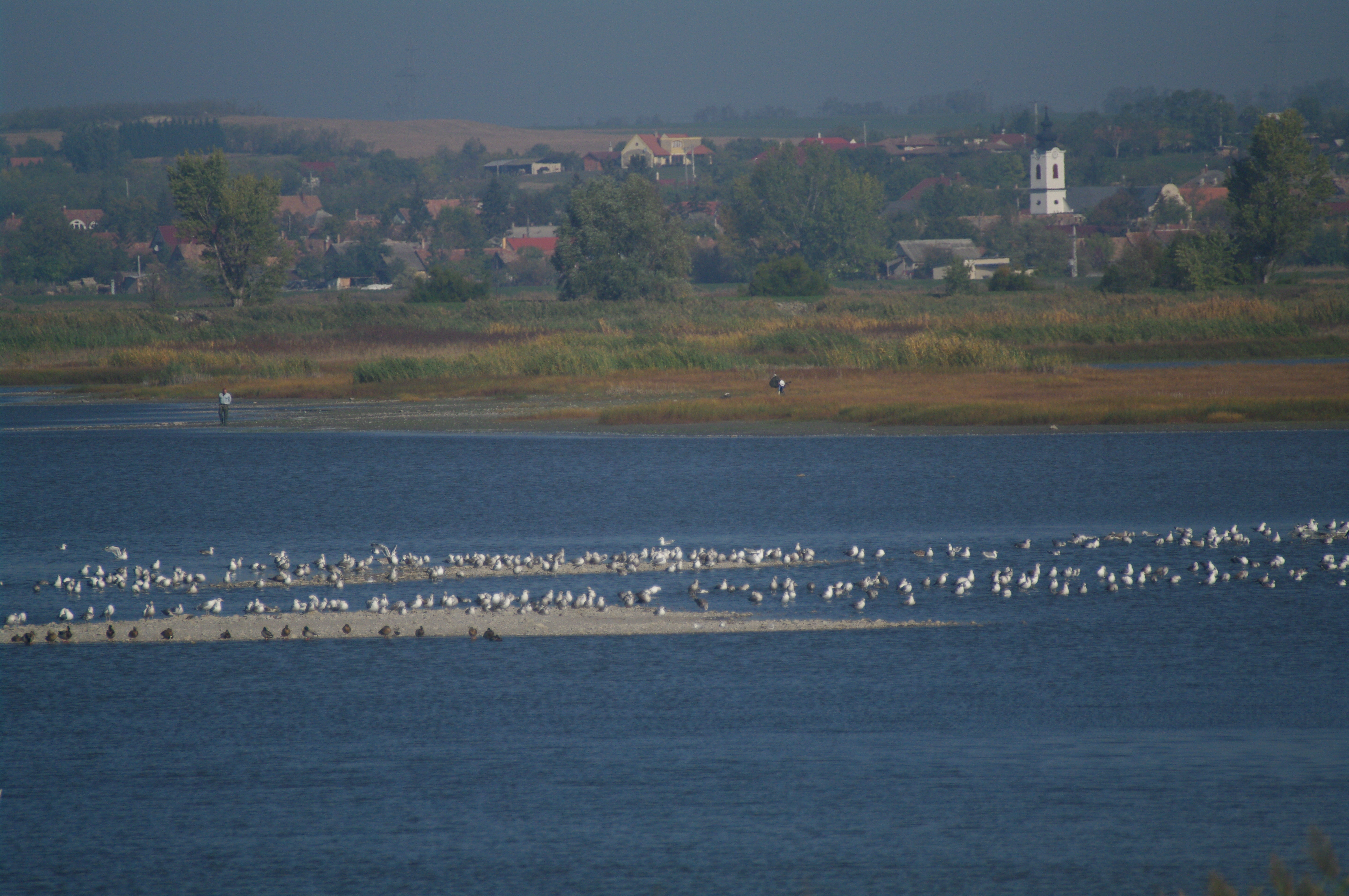
Sirálytömeg
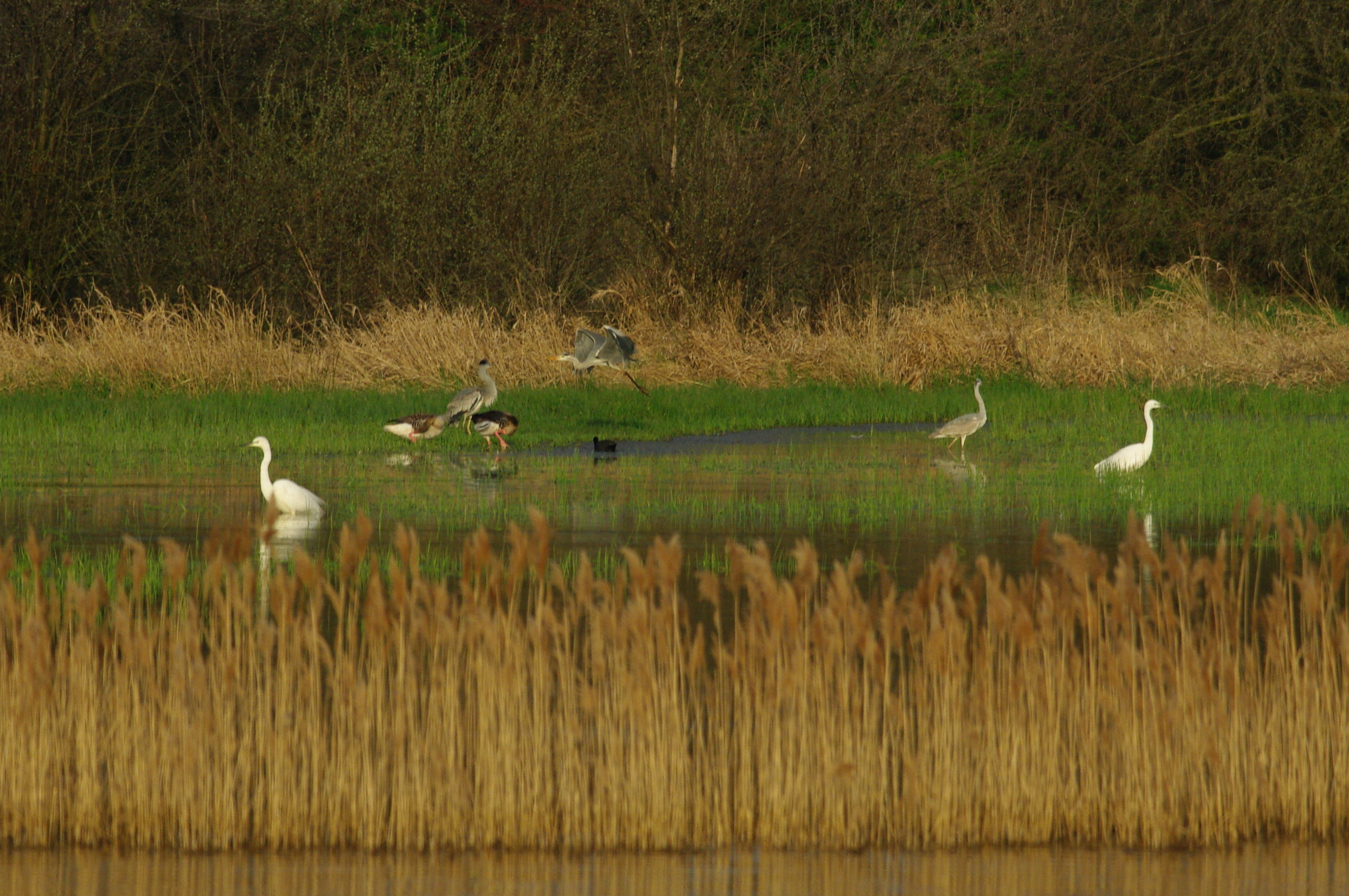
Magas vízállásnál
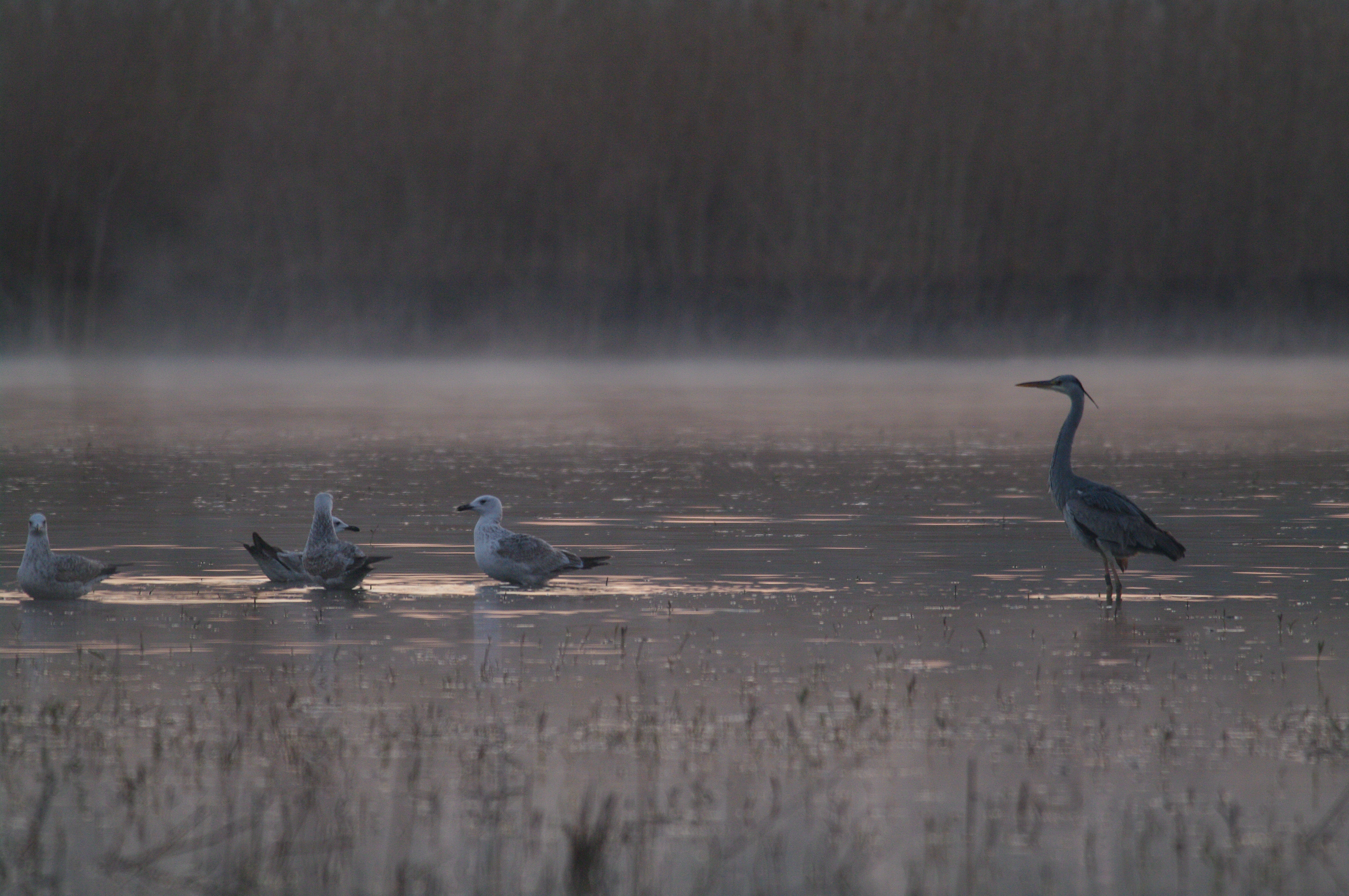
Hajnali életkép
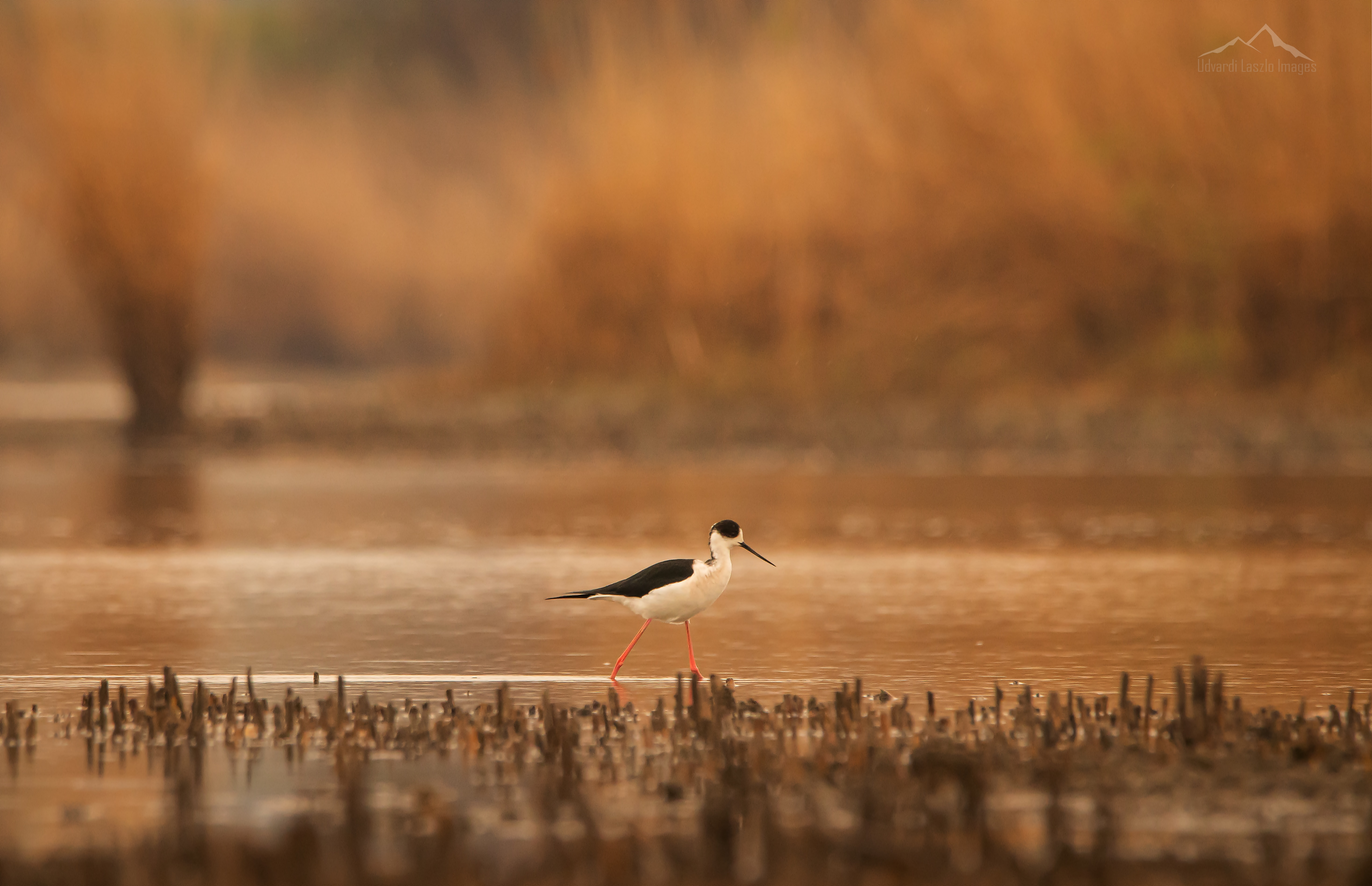
Gólytöcs a Pátkai-víztározón
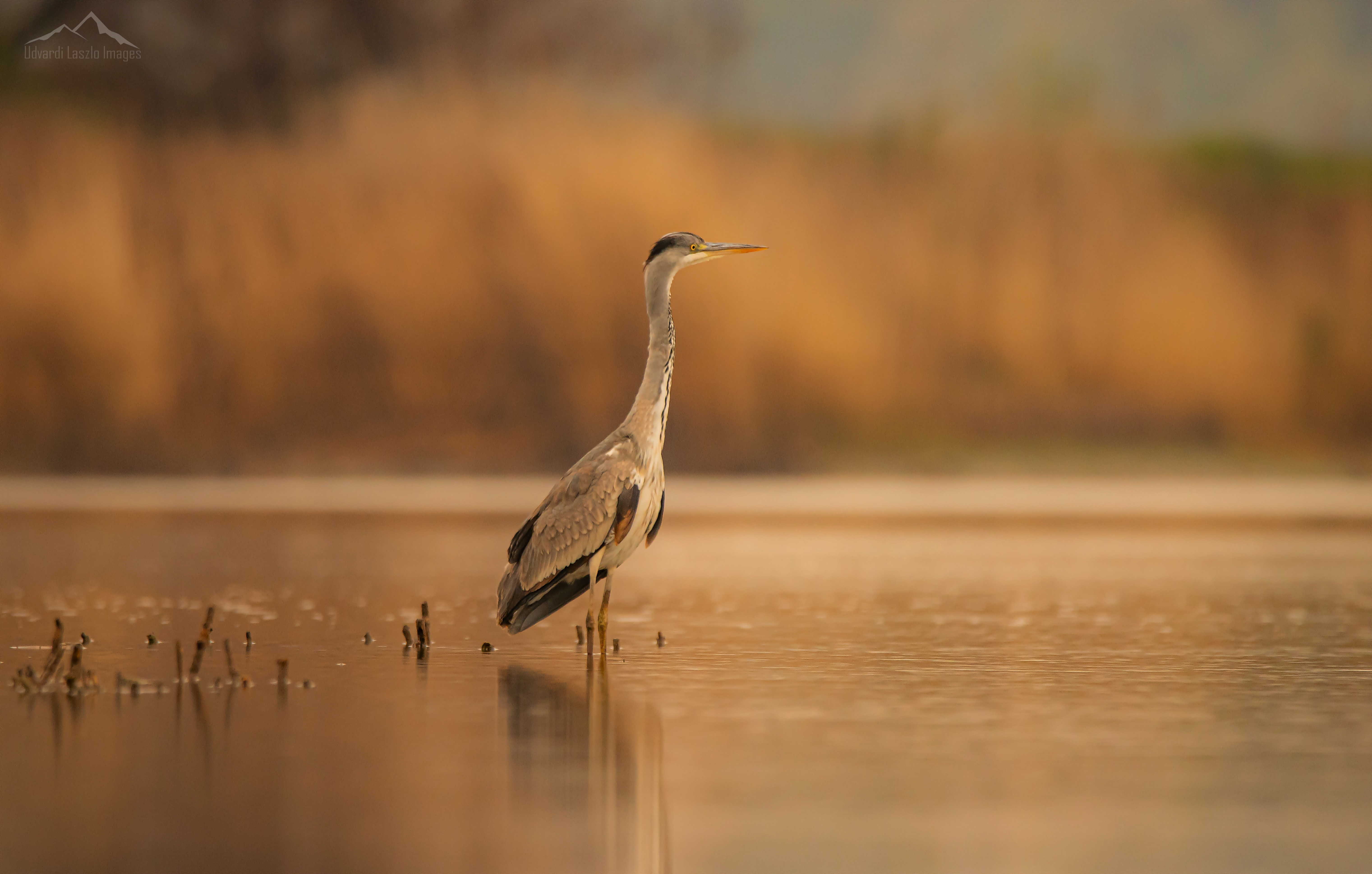
Szürke gém a Pátkai-víztározón